# Ottjärnen (Nordmalings socken, Ångermanland, 706047-166908)
Ottjärnen är en sjö i Nordmalings kommun i Ångermanland och ingår i Lögdeälvens huvudavrinningsområde. Ottjärnen ligger i Lögdeälven Natura 2000-område.